# Ghost Rider (videogioco)
Ghost Rider è un videogioco del 2007 ispirato all'omonimo film del personaggio.

## Trama
Mephisto chiede aiuto a Johnny Blaze a cui è stato ordinato di sconfiggere i demoni che sono evasi dall'Inferno per creare un nuovo ordine sulla Terra. L'obiettivo dei demoni è quello di resuscitare il Cuore Nero di Blackheart che è stato ucciso da Ghost Rider. E Johnny Blaze dovrà salvare la città e la vita della sua amata Roxanne, per non venire uccisa come era già stato fatto.

### 1: Ghost Rider all'Inferno
- Livello 01 - Arrivo all'Inferno
- Livello 02 - Autostrada infernale
- Livello 03 - Incontro con il diavolo
- Livello 04 - Grattacielo infernale (Vendetta)

### 2: Divinità dormienti
- Livello 05 - Un volto nuovo in città
- Livello 06 - Il cuore della miniera
- Livello 07 - Ritorno in superficie
- Livello 08 - Pioggia del deserto
- Livello 09 - Fulmini e saette (Lilith)

### 3: Giochi di guerra
- Livello 10 - Perimetro violato
- Livello 11 - Profondità inondate
- Livello 12 - Nelle viscere
- Livello 13 - Nuotando con gli squali
- Livello 14 - Di nuovo in cima
- Livello 15 - Sulla scia di Blackout (Blackout)

### 4: I demoni della città
- Livello 16 - Rissa nel bar
- Livello 17 - Confini urbani
- Livello 18 - Disobbedienza civile
- Livello 19 - La zona del pericolo
- Livello 20 - Fino in vetta
- Livello 21 - Vai come il vento
- Livello 22 - La chiesa aspetta
- Livello 23 - Tormenta psichica (Spaventapasseri)

### 5: La fine di tutto
- Livello 24 - Tutti alla fiera
- Livello 25 - Route 666
- Livello 26 - Palude dei demoni
- Livello 27 - Ritorno al carnevale
- Livello 28 - Il vertice
- Livello 29 - L'inferno sulla Terra (Mephisto)

## Game Boy Advance
La versione per Game Boy Advance a differenza di quelle per PS2 e PSP è un picchiaduro a scorrimento orizzontale. Contiene 25 livelli di cui 
7 in moto e 5 boss. E sono:

### 1. Fuga dall'Inferno
- Sezione 1 - Evasione
- Sezione 2 - Autostrada reale
- Sezione 3 - Il cancello a nord
- Sezione 4 - Vengeance

### 2. Città fantasma
- Sezione 1 - Straniero in città
- Sezione 2 - Pericolo sui binari
- Sezione 3 - Il male sotterraneo
- Sezione 4 - La stazione
- Sezione 5 - Lilith

### 3. Base militare
- Sezione 1 - Ingresso della base
- Sezione 2 - Per il reattore
- Sezione 3 - Il reattore
- Sezione 4 - Blackout

### 4. La città
- Sezione 1 - Rissa al bar
- Sezione 2 - Strada in centro
- Sezione 3 - Grattacieli
- Sezione 4 - Strade di città
- Sezione 5 - Edifici crollati
- Sezione 6 - Tetto della cattedrale
- Sezione 7 - Spaventapasseri

### 5. Carnevale
- Sezione 1 - Terra distrutta
- Sezione 2 - Autostrada del carnevale
- Sezione 3 - Alla fiera
- Sezione 4 - Autostrada interrotta
- Sezione 5 - Mephisto

## Modalità di gioco
Il gioco presenta un sistema che ricorda quello di God of War e Devil May Cry, avendo persino alcuni degli stessi controlli e stile di attacchi. Le combo vengono eseguite a mani nude e con la catena demoniaca. L'atmosfera generale, l'ambientazione e lo stile visivo sono molto simili a quelli del primo capitolo di Devil May Cry . Quando è sulla Hellcycle, Ghost Rider è ancora in grado di eseguire alcuni degli stessi attacchi a catena e può sparare fuoco infernale.

## Accoglienza
Le versioni per Game Boy Advance e PlayStation 2 di Ghost Rider hanno ricevuto "recensioni contrastanti o nella media", mentre la versione per PSP ha ricevuto "recensioni generalmente sfavorevoli", secondo Metacritic.